# Elstermühle Löben
Die Elstermühle Löben befand sich linksseitig der Schwarzen Elster in Löben.

## Geschichte
Bereits im Jahr 1390 wird erwähnt, dass Rudolf III. (Sachsen-Wittenberg) die Gebrüder Globig mit dem Haus und dem dazugehörigen Vorwerk der Mühle belehnt hat. 1422 geht die Mühle in den Besitz des Hans von Köckritz über. Dieser veräußerte 1448 das Grundstück mit allem Zubehör an Hans von Lochau. 1466 werden die Brüder Hans und Nick von Lochau als Eigentümer genannt. Letztere verkauften ihren Besitz an Wilhelm und Hans von Bora. Im Jahr 1779 wird Carl Siegmund Töpfer als Eigentümer der Mühle genannt, welcher 1816 seinen Besitz an Christian Friedrich Hering verkauft. Durch die begonnene Elsterregulierung wurde im Jahr 1845 die Mühle angekauft, das Staurecht abgelöst und der Mühlenbetrieb eingestellt.

## Aufbau
Aus dem Mühlenregulativ im Jahr 1772 wird die Einrichtung der Mühle wie folgt beschrieben: …zwei Mahlgänge mit Vorgelege an einem Wasserrad, welches als Ziehpansterrad ausgelegt war, einen Mahlgang nebst Hirsestampfen und Ölmühle mit Vorgelege an einem Ziehpansterrad, und eine Schneidemühle mit einem Staberrad.

## Sonstiges
Im Ort Löben haben den Dreißigjährigen Krieg nur die Mühle und ein Gärtnerhäuschen überstanden. Bis Mitte des 17. Jahrhunderts hatte der Pfarrer seine Unterkunft in der Mühle. Mit dem im 17. Jahrhundert beginnenden Flößen von Holz auf der Schwarzen Elster bittet der Müller Hans Georg Berger neben dem ihm zugestandenen Taler Entschädigung für jeden Tag an dem geflößt wird, um die Bereitstellung des im Erbbrief zugestandenen Holzes, welches ihm auch gewährt wird.